# Movimiento San Isidro
Movimiento San Isidro ( MSI) es un movimiento artístico y social de corte político cubano, creado por un grupo de artistas e intelectuales que forman parte de la disidencia cubana y la oposición al Partido Comunista de Cuba. Con sede en La Habana, la capital cubana, combinan sus actividades de activismo político con intervenciones artísticas.
El movimiento cuenta con el apoyo de diferentes activistas de la disidencia cubana, entre los que destacan José Daniel Ferrer y la agrupación de Damas de Blanco.

## Historia
El Movimiento San Isidro se comenzó a gestar en septiembre de 2018 en el interior de la isla de Cuba, como respuesta a la entrada en vigor del Decreto N.° 349 dictado por el gobierno cubano a comienzos de dicho mes, el cual regula las actividades artísticas y culturales en el país.
Desde su fundación, el Movimiento San Isidro ha realizado varias protestas entre las que se destacan las del artista performativo Otero Alcántara quien hizo un striptease para llamar la atención ante la falta de privacidad al acceder a internet, creó el Museo de la Disidencia en Cuba, así como una protesta para criticar la retirada de un busto del militante comunista Julio Antonio Mella para hacer espacio a un hotel de lujo, la presentación de quejas formales a la Fiscalía General de la República, al Ministerio de Cultura y a otras instituciones en contra del Decreto 349. Han realizado además conciertos en espacios independientes como “Sin Permiso de la 349”, han elaborado galería de imágenes para las redes sociales entre las que destacan las de Amaury Pacheco y las de Nonardo Perea, han realizado Festivales de Cine como “Celuloide Quemao”, debates públicos, recitales de poesía, firmas de manifiestos como el de “San Isidro”, peregrinaciones, y hasta encuentros deportivos como “La plástica cubana se dedica al fútbol”. Se manifiestan públicamente contra las expresiones socioculturales del racismo en Cuba, del cual argumentan que sigue muy arraigado, en especial hacia la comunidad afrocubana, acusando al sistema político y a las autoridades de un racismo sistémico que no se ha podido erradicar en el país.
En noviembre de 2020, el rapero Denis Solís, uno de los miembros de la agrupación, hizo público a través de una transmisión en vivo por Facebook, el momento en el cual se enfrenta a un oficial de la Policía Nacional Revolucionaria (PNR) en La Habana Vieja, donde reside, diciéndole que no tenía derecho a entrar en su vivienda ni a «hostigarlo». Posteriormente, el 9 de dicho mes fue detenido por funcionarios de seguridad, sometiéndolo a un proceso judicial bajo el cargo de desacato, que culminó con la condena a ocho meses de prisión para el músico por parte del Tribunal Provincial de La Habana.  En diciembre Solís fue trasladado al Combinado del Este, un centro penitenciario de máxima seguridad. Dicha sentencia provocó una serie de reacciones, tanto a nivel nacional como internacional. Asociaciones y grupos de artistas tales como el Consejo de Música de Finlandia, Safe Muse de Noruega, Free Muse 98 de Dinamarca, la Unión de Músicos Finlandeses, CREO, PEN América y Artistas en Riesgo expresaron su rechazo al encarcelamiento de Solís.
El músico y miembro del MSI, Maykel Castillo, inició  huelgas de hambre en varias oportunidades a como protesta, las cuales también han incluido periodos de huelga seca (sin ingerir agua). A dicha huelga se han sumado otras figuras públicas del arte y la cultura opositoras al castrismo, entre los que destacan el periodista Carlos Manuel Álvarez, junto al artista y activista político Luis Manuel Otero Alcántara.
La noche del jueves 26 de noviembre la policía de Cuba desalojó a catorce jóvenes, de los cuales seis realizaban una huelga de hambre y un plantón desde una semana antes para exigirle al gobierno la liberación del rapero Denis Solís González, uno de los miembros del llamado Movimiento San Isidro (MSI). Los servicios de redes sociales, que son el principal canal de comunicación que utilizan ese y otros grupos, fueron suspendidos de forma temporal en la isla durante la operación policial. A continuación la web Razones de Cuba aseguraba que se trataba de una acción de las autoridades sanitarias cubanas para certificar la violación del protocolo de salud para los viajeros internacionales por la pandemia de COVID-19. La Policía Nacional Revolucionaria realizó el desalojo de las personas que se encontraban en el lugar. El ciudadano mexicano Carlos Álvarez manifestó que su detención fue por un supuesto resultado alterado de una prueba de PCR que se le había realizado al llegar a Cuba, pero Álvarez afirmó que se había realizado también una previamente antes de viajar que había resultado negativa. Por su parte, el Movimiento San Isidro propuso que este día se conmemorara como Día de la Vergüenza Nacional.
El 28 de noviembre el acceso a las redes sociales en toda la isla fue interrumpido por varios momentos sin explicación alguna por parte de la compañía de telecomunicaciones Etecsa. Una manifestación pacífica de los miembros del MSI frente al Ministerio de Cultura de Cuba en La Habana, culminó con una reunión entre el viceministro de Cultura, Fernando Rojas, con miembros de la agrupación, con el fin de conseguir acuerdos y diálogos con respecto a la libertad de expresión y otros asuntos relacionados con la democracia y los derechos humanos en el país insular caribeño.
En 2020 la canción de rap Patria y vida de Descemer Bueno, Gente de Zona, Maykel Osorbo, El Funky y Yotuel incluyó letras que rindieron homenaje al Movimiento San Isidro. El video de la canción, a menudo distribuido por memoria USB en Cuba, incluye apariciones de miembros del MSI.
En abril de 2021, vecinos del barrio San Isidro de La Habana impidieron la detención del rapero Maykel Osorbo en medio de consignas antigubernamentales y coreando la canción Patria y vida, en cuyo video participa el propio Osorbo.

## Reacciones
- La Corte Interamericana de Derechos Humanos (CIDH), rechazó la irrupción en la sede del movimiento, calificando dicho procedimiento y a las posteriores detenciones como «arbitrarias». Asimismo, exhortó al Estado cubano a cumplir con sus compromisos y obligaciones en relación con el otorgamiento de garantías esenciales, el cumplimiento de los derechos humanos y del debido proceso en materia judicial.[21]
- El secretario de Estado de los Estados Unidos, Mike Pompeo, publicó en su cuenta de Twitter su apoyo al Movimiento San Isidro, además de instar al gobierno cubano a «cesar el hostigamiento» hacia la agrupación, además de solicitar la liberación de Denis Solís.[22]

- La presidenta del Subcomité de Derechos Humanos del Parlamento Europeo, la eurodiputada socialista belga, Marie Arena, manifestó su «más profunda preocupación» por la situación de los manifestantes en huelga de hambre del movimiento. En esa línea, pidió a las autoridades cubanas entablar un diálogo con los manifestantes.[23]
- El presidente cubano Miguel Díaz-Canel acusó al movimiento de ser una «farsa», indicando que «no admitimos injerencias, provocaciones ni manipulaciones».[24]

## Controversias
El 8 de marzo de 2022, en una transmisión en vivo por Facebook, el científico y disidente cubano Ariel Ruiz Urquiola descalificó la huelga iniciada 18 de noviembre de 2020 por el Movimiento San Isidro como “una farsa para crear una atmósfera teatral”. 
Posteriormente el cineasta Miguel Coyula publica el ensayo “Hambre por un Arte Inútil en Cuba”  donde cuestiona la veracidad de la huelga iniciada por Luis Manuel Otero Alcántara.